# Paradise Hotel (Danmark)
 For alternative betydninger, se Paradise Hotel (flertydig). (Se også artikler, som begynder med Paradise Hotel)
Paradise Hotel er et amerikansk realityshow, der siden hen også er dukket op i mange andre lande, bl.a. Danmark. I 2005 blev det udsendt på dansk TV3 i september, oktober og november.
Efter 18 sæsoner blev programmet omdøbt til Paradise og fik større fokus på diversitet blandt deltagerne, samt positive værdier og adfærd. Denne ændring holdt dog kun i 2 sæsoner, hvilket betød at programmet vendte tilbage til den oprindelige form med sæson 19 af Paradise Hotel i efteråret 2023.
Programmet bliver optaget i kystområdet Costa Careyes i byen Chamela i delstaten Jalisco i Mexico, hvilket ligger imellem de to byer Puerto Vallarta og Manzanillo.

## Konceptet
Det handler om at være den sidste deltager, der står tilbage i spillet, som foregår på et luksuriøst hotel i Mexico. Antallet af spillere er næsten delt ligeligt mellem drenge og piger, og disse skal så forenes i par. Der er dog altid én eller flere tilovers af det ene køn, som bor på solo (single-værelset). En gang om ugen sendes mindst en person (af det køn, som er i overtal) ud af Paradise Hotel, det sker ved den ugentlige parceremoni. Ved parceremonierne skiftes drengene og pigerne til at være for skud, således at det hver anden uge er pigerne der vælger drengene, og hver anden uge omvendt. Ugen efter kommer der et antal nye ind, som igen skaber et ulige antal drenge og piger.

## Udtale af programtitlen
Som et særligt kuriosum udtaler TV3s continuity-speakere, såvel som deltagerne, den danske programtitel som Paradise ho-tel, altså med tryk på første stavelse i ordet hotel, der ellers rettelig, både på dansk og engelsk, har tryk på anden stavelse (ho-tel). Det vides ikke, hvordan denne fejludtalelse er opstået, men den er blevet legio, og benyttes i dag bl.a. også af hotelkæder som Arp-Hansen Hotel Group og søgesiden hotels.com i ledsagespeaken på deres danske markedsføring.

## Danske sæsoner

### Sæson 1 (2005)
- Vært: Ibi Støving
- Vindere: Benjamin (250.000 kr.) og Dorthe (0 kr.)
- Finalister: Mick (0 kr.) og Mascha Vang (0 kr.)
- Jury: Mads, Charlotte, Bettu, Nicolaj, Jens, Freia og Lisbeth
- Titelmelodi: Alex – Paradise
- Antal afsnit: 48
- Antal deltagere: 26

(Benjamin valgte efterfølgende at dele den kvarte million med Bettu)

### Sæson 2 (2006)
- Vært: Ibi Støving
- Vindere: Linda (175.000 kr.) og David (0 kr.)
- Finalister: Emil (37.500 kr.) og Mirja (37.500 kr.)
- Vinder af mindre beløb: Martil (1.000 kr.)
- Titelmelodi: Bryan Rice – Homeless Heart
- Antal afsnit: 48
- Antal deltagere: 28

### Sæson 3 (2007)
- Vært: Ibi Støving
- Vindere: Camilla (450.000 kr.) og Kenneth (0 kr.)
- Finalister: Andreas (0 kr.) og Michelle (0 kr.)
- De 50.000 kr. tilovers tildeles de oprindelige vindere: Fatih (25.000 kr.) og Christine (25.000 kr.)
- Titelmelodi: Ibi Støving – My Paradise
- Antal afsnit: 56
- Antal deltagere: 26

### Sæson 4 (2008)
- Vært: Rikke Göransson
- Vindere: Diana (250.000 kr.) og Nick (250.000 kr.)
- Finalister: Jacob (0 kr.) og Karina (0 kr.)
- Vinder af mindre beløb: Anna (15.000 kr.)
- Titelmelodi: Anna David – Chill og Amalie Bruun – If You Give It Up
- Antal afsnit: 56
- Antal deltagere: 29

### Sæson 5 (2009)
- Vært: Rikke Göransson
- Vindere: Frederik (250.000 kr.) og Line-Sofie (250.000 kr.)
- Finalister: Martin (0 kr.) og Maria (0 kr.)
- Titelmelodi: Sukkerchok – Hvor Som Helst, Når Som Helst
- Antal afsnit: 64
- Antal deltagere: 33

### Sæson 6 (2010)
- Vært: Rikke Göransson
- Vindere: Peter (250.000 kr.) og Cecilie (250.000 kr.)
- Finalister: Kasper (0 kr.) og Tammie (0 kr.)
- Jury: Mathias, Julie, Candy, Line, Carlos, Mark, Rasmus, Samanta og Patrick
- Vinder af mindre beløb: Nadia Line (10.000 kr.)
- Titelmelodi: Vica – Beatet I Mit Hjerte
- Antal afsnit: 64
- Antal deltagere: 35

### Sæson 7 (2011)
- Vært: Rikke Göransson
- Vindere: Nick (250.000 kr.) og Tina (0 kr.)
- Finalister: Daghan (0 kr.) og Christina (0 kr.)
- Jury: Kasper (50.000 kr.), Emil (47.000 kr.), Nichlas (42.000 kr.), Jacob (34.000 kr.), Lis (20.000 kr.), Mette (19.000 kr.) og Regitze (0 kr.)
- Vinder af midtvejsfinalen: Nick (20.000 kr.)
- Vindere af mindre beløb: Jacob (65.000 kr.) og Nick (20.000 kr.)
- Titelmelodi: Jeffrey – Dans For Mig
- Antal afsnit: 64
- Antal deltagere: 29

### Sæson 8 (2012)
- Vært: Rikke Göransson
- Vindere: Julian (225.000 kr.) og Tina Maria (225.000 kr.)
- Finalist: Jeanette (0 kr.)
- Jury: Tinna, Sascha, Patrick, Kimie, Hairon, Sebastian, Mary og Steffan
- Vinder af mindre beløb: Kimie (50.000 kr.)
- Titelmelodi: Le Kid – Human Behaviour
- Antal afsnit: 52
- Antal deltagere: 34

### Reunion (2012)
- Vært: Rikke Göransson
- Vinder: Frederik (250.000 kr.)
- Finalister: Michael (0 kr.) og Jeanette (0 kr.)
- Jury: Daniella, Türker, Myriam, Line, Rasmus, Regitze, Daghan, Pernille, Samanta og Julie
- Titelmelodi: Le Kid – Human Behaviour
- Antal afsnit: 20
- Antal deltagere: 20

### Sæson 9 (2013)
- Vært: Rikke Göransson
- Vindere: Nicolas (300.000 kr.) og Sandra (0 kr.)
- Finalister: Jack (0 kr.) og Daniela (0 kr.)
- Jury: Kasper, Beth, Martin, Kathrine, Malene, Nichlas, Stine, Rasmus og Nathja
- Titelmelodi: Malene Q - Dynamite
- Antal afsnit: 72
- Antal deltagere 32

### Sæson 10 (2014)
- Vært: Rikke Göransson
- Vindere: Martin (300.000 kr.) og Sandy (0 kr.)
- Finalister: Mille (0 kr.) og Christoffer (0 kr.)
- Jury: Henrik, Malene, Christian, Natasha, Benjamin, Laura, Kasper, Malte og Nathali
- Titelmelodi: Babou - Supernova
- Antal afsnit: 72
- Antal deltagere: 37

### Sæson 11 (2015)
- Vært: Rikke Göransson
- Vindere: Anders (250.000 kr.) og Monique (250.000 kr.)
- Finalister: Kasper (0 kr.) og Isabella (0 kr.)
- Jury: Nanna, Philip, Christel, Sammi, Mads, Sasha og Theis
- Titelmelodi: Emilio - Boombastic
- Antal afsnit: 40
- Antal deltagere: 20

### Sæson 12 (2016)
- Vært: Rikke Göransson
- Vindere: Mathias (450.000 kr.) og Caroline (0 kr.)
- Finalister: Michelle (0 kr.) og Patrick (0 kr.)
- Jury: Olivia, Joaquin, Frederik, Sandra, Christina Maria, Kian og Kasper
- Titelmelodi: Clemens - Smil Du På
- Antal afsnit: 40
- Antal deltagere: 20

### Sæson 13 (2017)
- Vært: Rikke Göransson
- Vindere: Anders (250.000 kr.) og Simone (250.000 kr.)
- Finalister: Malene (0 kr.) og Thomas (0 kr.)
- Jury: Jasmin, Jonas, Maja, Kenneth, Philip, Nanna og Lenny
- Titelmelodi: Hemlig Elsker - Cocktailkort
- Antal afsnit: 42
- Antal deltagere: 20

### Sæson 14 (2018)
- Vært: Rikke Göransson
- Vindere: Lenny (500.000 kr.) og Tine (0 kr.)
- Finalister: Nadja (0 kr.) og Isac (0 kr.)
- Jury: Jonas, Trine, Elina, Tobias, Nicolaj, Fie og Mathias
- Titelmelodi: Bro - Sydpå
- Antal afsnit: 42
- Antal deltagere: 20

### Sæson 15 (2019)
- Vært: Rikke Göransson
- Vindere: Teitur (300.000 kr.) og Anne (0 kr.)
- Finalister: Jonass (0 kr.) og Sarah (0 kr.)
- Jury: Klara, Nicolai, Sami, Louise, Camilla, Kasper og Thomas
- Titelmelodi: Bro - Døgnrytme
- Antal afsnit: 48
- Antal deltagere: 22

### Sæson 16 (2020)
- Vært: Rikke Göransson
- Vindere: Jonas (200.000 kr.) og Sarah (0 kr.)
- Finalister: Marco (0 kr.) og Silke (0 kr.)
- Jury: Emilie, Sheena, Daniel, Anna, Oliver, Tobias, og Julie
- Titelmelodi: Tyrees Tyr - Prioritet
- Antal afsnit: 48
- Antal deltagere: 21

### Sæson 17 (2021)
- Vært: Rikke Göransson
- Vindere: Anne-Sofie (200.000 kr.) og Nikolaj (0 kr.)
- Finalister: Lea (300.000 kr.) og Patrick (0 kr.)
- Jury: Lukas, Ida, Monique, Jasmin, Mathias, Klaudia, Anne P, Jonas og Sinan
- Vinder af mindre beløb: Lea (10.000 kr.)
- Titelmelodi: Basim - Du Gør Det Godt
- Antal afsnit: 39
- Antal deltagere: 21

### Sæson 18 (2021)
- Værter: Olivia Salo og Emil Olsen
- Vindere: David (500.000 kr.) og Sille (0 kr.)
- Finalister: Camilla (0 kr.) og Lasse (0 kr.)
- Jury: Stine (Nora), Benjamin, Yazmin, Jonas, Andreas, Ida og Patrick H.
- Vindere af mindre beløb: Frederik (5.000 kr.) og Jonas (5.000 kr.)
- Titelmelodi: Milbo - Millionær
- Antal afsnit: 39
- Antal deltagere: 21

### Paradise - Sæson 1 (2022)
- Værter: Olivia Salo og Emil Olsen
- Vindere: Zilas (250.000 kr.) og Louise (250.000 kr.)
- Finalister: Sidsel (0 kr.) og Kathrine (0 kr.)
- Jury: Sofie, Anders, Gustav, Kim, Kristian, Puk og Titania
- Vinder af mindre beløb: Melichiya (10.000 kr.)
- Antal afsnit: 39
- Antal deltagere: 20

### Paradise - Sæson 2 (2022)
- Værter: Olivia Salo og Emil Olsen
- Vindere: Freya (250.000 kr.) og Methea (250.000 kr.)
- Finalister: Frederikke (0 kr.) og Mads (0 kr.)
- Jury: Jonatan, Nicoline, Lukas, Miranda, Mads, Julie Iben og Victor
- Antal afsnit: 39
- Antal deltagere: 21

### Sæson 19 (2023)
- Værter: Rikke Göransson og Olivia Salo
- Vindere: Lucas (0 kr.) og Vivi (250.000 kr.)
- Finalister: Niels (0 kr.) og Emilio (0 kr.)
- Jury: Jasmin, Rosa, Line, Patrick, Daniel, Sarah (250.000 kr.) og Jonas
- Vinder af mindre beløb: Sille (60.000 kr.)
- Titelmelodi: Tessa - Hvor som helst
- Antal afsnit: 40
- Antal deltagere: 19

### Sæson 20 (2024)
- Værter: Rikke Göransson og Olivia Salo
- Vindere: Daniel (0 kr.) og Nadia (450.000 kr.)
- Finalister: Victor (0 kr.) og Lukas (0 kr.)
- Jury: Patricia, Tobias, Lykke, Smilla, Emilie, Sinan og Mads
- Titelmelodi: Basim - Vi Skal Ikke Hjem
- Antal afsnit: 39
- Antal deltagere: 20

### Sæson 21 (2025)
- Værter: Rikke Göransson og Olivia Salo
- Vindere: Christel (250.000 kr.) og Sean (250.000 kr.)
- Finalister: Mathilde (0 kr.) og Mathias (0 kr.)
- Jury: Karl, Alberte, Theis, Regitze, Lucaz, Elijah, Zenia, Silje og Alex
- Titelmelodi: DJ Aligator - Danser Natten Ung (feat. Grexx)
- Antal afsnit: 43
- Antal deltagere: 24

## Værter

### Ibi Støving
Ibi Støving (født 2. februar 1975 i Aarhus) er en dansk model, skuespiller, tv-vært og sangerinde. Hun har været vært for Paradise Hotel i sæson 1 til 3. Hun stoppede derefter som vært på programmet, og blev afløst af Rikke Göransson.

### Rikke Göransson
Rikke Göransson (født 8. marts 1986 i Hvidovre) var vært for Paradise Hotel fra sæson 4 til 17, samt Reunion. Efter én sæson af Paradise Hotel og to sæsoner af Paradise med Olivia Salo og Emil Olsen som værter, vendte hun tilbage som vært i sæson 19 med Olivia Salo. I 2007 deltog hun selv i tredje sæson af programmet, men var dog kun med i tre dage.

### Værtsoversigt
| Værter          | Sæsoner | Sæsoner | Sæsoner | Sæsoner | Sæsoner | Sæsoner | Sæsoner | Sæsoner | Sæsoner | Sæsoner | Sæsoner | Sæsoner | Sæsoner | Sæsoner | Sæsoner | Sæsoner | Sæsoner | Sæsoner | Sæsoner    | Sæsoner    | Sæsoner | Sæsoner | Sæsoner |
| Værter          | 01      | 02      | 03      | 04      | 05      | 06      | 07      | 08      | 09      | 10      | 11      | 12      | 13      | 14      | 15      | 16      | 17      | 18      | Paradise 1 | Paradise 2 | 19      | 20      | 21      |
| --------------- | ------- | ------- | ------- | ------- | ------- | ------- | ------- | ------- | ------- | ------- | ------- | ------- | ------- | ------- | ------- | ------- | ------- | ------- | ---------- | ---------- | ------- | ------- | ------- |
| Ibi Støvring    | ♦       | ♦       | ♦       |         |         |         |         |         |         |         |         |         |         |         |         |         |         |         |            |            |         |         |         |
| Rikke Göransson |         |         |         | ♦       | ♦       | ♦       | ♦       | ♦       | ♦       | ♦       | ♦       | ♦       | ♦       | ♦       | ♦       | ♦       | ♦       |         |            |            | ♦       | ♦       | ♦       |
| Olivia Salo     |         |         |         |         |         |         |         |         |         |         |         |         |         |         |         |         |         | ♦       | ♦          | ♦          | ♦       | ♦       | ♦       |
| Emil Olsen      |         |         |         |         |         |         |         |         |         |         |         |         |         |         |         |         |         | ♦       | ♦          | ♦          |         |         |         |